# Штирійська марка
Штирійська марка (лат. Marchia Stirensis, нім. Steiermark), спочатку відома як Карантанська марка (лат. Marchia Carantana; нім. Karantanische Mark, за назвою колишнього слов'янського князівства Карантанія) — південно-східна заальпійська прикордонна марка Священної Римської імперії. Заснована близько 970 року на частині території Каринтійської марки, вассальної території Баварського герцогства, як прикордонна територія і буферна зона від угорських вторгнень. З 976 року знаходилась під пануванням герцогів Каринтійських. З 1056 року стала також називатися Штирійська марка (нім. Штайрмарк) на честь міста Штайр, тодішньої резиденції маркграфів з роду Отакарів. У 1180 році марка стала імперським Штирійським герцогством, а Отакари здобули титул герцогів Штирійських.

## Історія
Після слов'янського заселення Східних Альп приблизно з 590 року та заснування Карантанського князівства в VII столітті, ця територія приблизно в 740 році потрапила під сюзеренітет Баварського герцогства, коли карантанський князь Борут попросив у баварського герцога Оділо допомоги проти вторгнення аварів. Імператор франків Карл Великий захопив Баварське герцогство, включив його до складу власної Каролінзької імперії та запровадив у ньому франкську сеньйоріальну систему, тоді як північно-західні території Карантанії заселили баварські селяни. Християнізацією місцевого слов'янського населення займалось Зальцбурзьке архієпископство. Однак значні частини колишньої Карантанії були знову втрачені під час вторгнення угорських військ, кульмінацією якого стала поразка східних франків у Битві під Прессбургом 907 року. Король Німеччини Оттон I припинив угорські вторгнення після перемоги над угорцями в Битві при Лехфельді 955 року. Згодом колишні карантанські землі знову були відвойовані аж до річки Лафніц на сході.

Коли в 976 році король Оттон II відокремив Каринтійське герцогство від Баварії, воно включало територію Веронської, Істрійської, Карніольської та Карантанської (marchia Carantana) марок, що охоплювала прилеглу східну територію за хребтом Коральпи до річок Мура, Мюрц і Енс. У 1042/43 німецьким королем Генріхом III були завойовані подальші території на схід від Мури аж до Піттена та річки Лейта, а також остаточно розгромлено угорські війська в Битві біля Менфі 1044 року.

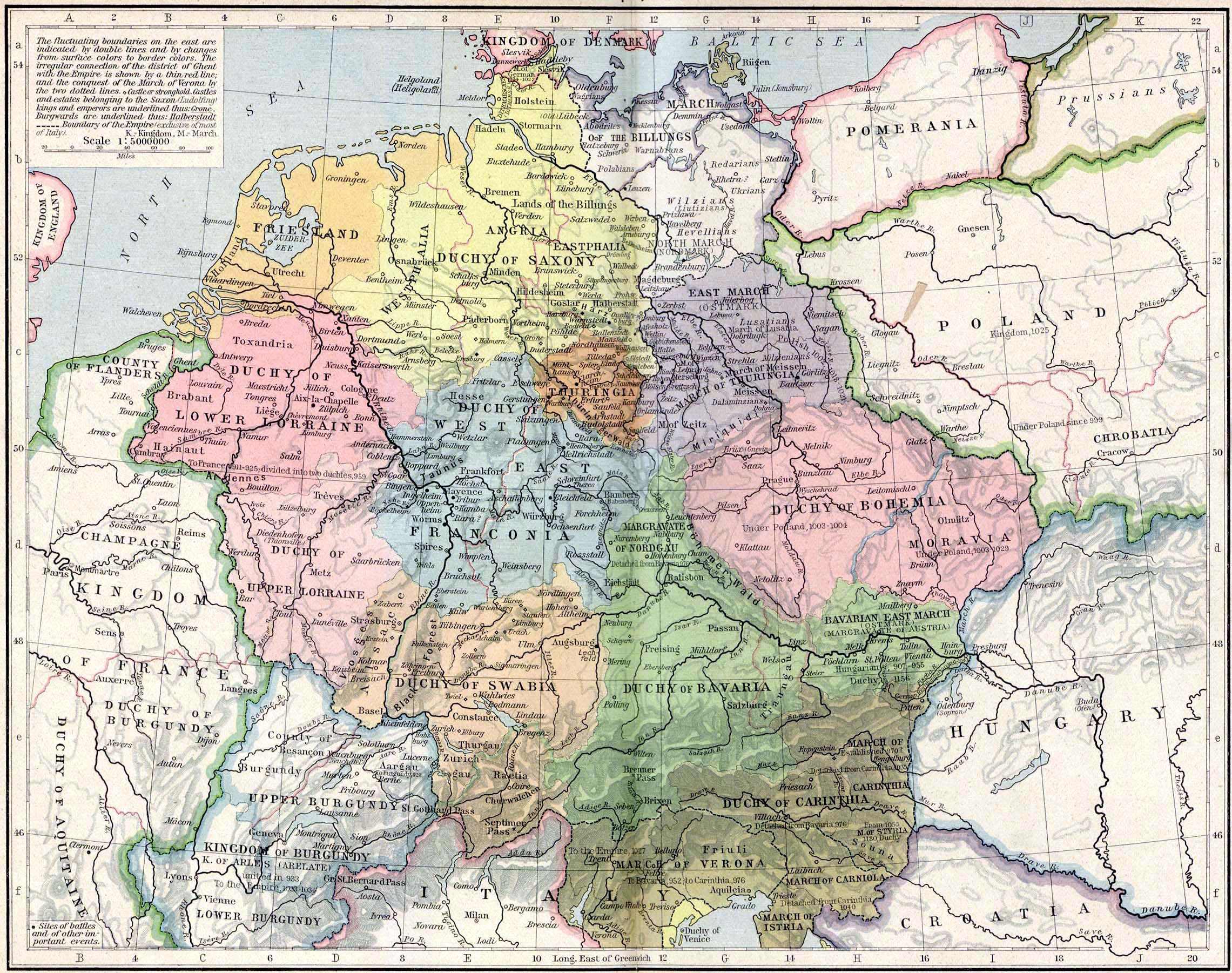
Священна Римська імперія близько 1000 року: Каринтійське герцогство (коричневим) із територіями Веронської, Істрійської, Карніольської та Штирійської марок. Згідно з Вільямом Робертом Шепердом (1923).

Німецьку колонізацію та християнізацію Штирійської марки очолювали архієпископи Зальцбурзькі. У 1004 році баварські пфальцграфи династії Арібонідів заснували бенедиктинський жіночий монастир Гесс, який імператор Генріх II у 1020 році зробив імперським абатством. У 1074 році архієпископ Зальцбурзький Гебхард заснував Адмонтське абатство, а через два роки засновано абатство Святого Ламбрехта як власний монастир знатного дому Еппенштейнів. Подальші заснування монастирів включали цистерціанське абатство Рейн у 1129 році, абатство Зеккау у 1140 році, Шпіталь-ам-Земмерінг у 1160 році, августинський монастир Ворау у 1163 році.
Перші маркграфи з дому Еппенштейнів з'являються наприкінці X століття. Маркграф Адальберо також отримав Каринтійське герцогство в 1011/12 роках, але був усунений імператором Конрадом II у 1035 році за звинуваченням у державній зраді. У 1053/54 роках маркграфські землі розграбували війська скинутого герцога Баварського Конрада I та герцога Каринтійського Вельфа.
З 1056 року маркою керували граф Хімгау Оттокар I та його нащадки з династії Оттокарів, які вперше згадуються як «маркграфи Штирійські» у 1074 році. У 1122 році вони також успадкували алодіальні володіння своїх попередників Еппенштейна у Верхній Штирії.
Після завершення політичних потрясінь, викликаних гострою суперечкою про інвеституру, маркграф Леопольд Сильний (1122—1129) і його син Оттокар III (1129—1164) поступово здобули незалежність від каринтійських герцогів і змогли придбати великі території вздовж річки Савінья вниз до Словенської марки. Леопольд заклав місто та замок Гартберг. Маркграф Оттокар III поширив свій вплив вниз по річці Мур на територію Марк-ан-дер-Санн (Нижня Штирія) і переніс свою резиденцію до Граца; він уже почав називати себе принцепсом. У 1180 році його син і наступник маркграф Оттокар IV був нарешті зведений імператором Фрідріхом Барбароссою в ранг Штирійських герцогів.
Однак, після смерті в 1192 році Оттокара IV, лінія Оттокарів вимерла, після чого згідно з Георгенберзьким пактом 1186 року землі Штирії успадкували герцоги Австрійські з дому Бабенбергів.

## Маркграфи
- Марквард з Еппенштейна (до бл. 1000 р.)
- Адальберо з Еппенштейна (бл. 1000—1035), син, також герцог Каринтії та маркграф Верони з 1011, скинутий
- Арнольд Вельський — Ламбах (1035—1055)
  - Годфрі Піттен (1042—1050), син, співмаркграф, убитий

Оттокар (1056—1180):
- Оттокар I (1056—1075), граф у Хімгау
- Адальберо (1075—1082), син, убитий
- Оттокар II (1082—1122), брат Адальберо
- Леопольд (1122—1129), син Оттокара II
- Оттокар III (1129—1164), син
- Оттокар IV (1164—1180), син, перший герцог Штирії до 1192 р.